# Base Kunlun
La Base Kunlun (en en chino tradicional, 崑崙站; en chino simplificado, 昆仑站; pinyin, Kūnlún Zhàn) es una de las cuatro bases científicas de la República Popular China en la Antártida. Se ubica a 4087 m s. n. m. y a 7,3 km al suroeste de domo A, en la zona más alta de la meseta antártica, en el centro de la Antártida Oriental. 
Fue inaugurada por la 25° Expedición Nacional de Investigación Antártica China (CHINARE-25) el 27 de enero de 2009 y funciona durante el verano austral bajo administración del Instituto de Investigación Polar de China.
El objetivo de esta base es el estudio de los glaciares y de la atmósfera, la astronomía, la topología, la geofísica y la física de la tierra antártica.